# Karaganahalli, Holenarsipur
Karaganahalli là một làng thuộc tehsil Holenarsipur, huyện Hassan, bang Karnataka, Ấn Độ.